# Seznam ulic v Brně-Novém Lískovci
Seznam ulic v Brně-Novém Lískovci uvádí přehled ulic a veřejných prostranství na území městské části Brno-Nový Lískovec.

## Seznam
| Název             | Pojmenováno po                   | Souřadnice                       | Obrázek | Commons                       | RÚIAN  | Mapy.cz        |
| ----------------- | -------------------------------- | -------------------------------- | ------- | ----------------------------- | ------ | -------------- |
| Akademická        | Univerzitní kampus Brno-Bohunice | 49°10′32″ s. š., 16°33′52″ v. d. |         | Akademická (Brno)             | 719901 | stre&id=144841 |
| Bítešská          | Velká Bíteš                      | 49°10′16″ s. š., 16°33′20″ v. d. |         | Bítešská (Brno)               | 35955  | stre&id=80435  |
| Chironova         | Louis Chiron                     | 49°10′51″ s. š., 16°32′40″ v. d. |         | Chironova                     | 660418 | stre&id=140042 |
| Jihlavská         | Jihlava                          | 49°10′24″ s. š., 16°33′0″ v. d.  |         | Jihlavská (Brno)              | 24929  | stre&id=79336  |
| Kamenice          |                                  | 49°10′38″ s. š., 16°34′35″ v. d. |         | Kamenice (Brno)               | 36218  | stre&id=80461  |
| Kamínky           |                                  | 49°10′43″ s. š., 16°33′31″ v. d. |         | Kamínky (Brno-Nový Lískovec)  | 25356  | stre&id=79379  |
| Kluchova          | Stanislav Kluch                  | 49°11′5″ s. š., 16°33′38″ v. d.  |         | Kluchova (Brno)               | 25682  | stre&id=79412  |
| Koniklecová       | koniklec                         | 49°10′42″ s. š., 16°33′12″ v. d. |         | Koniklecová (Brno)            | 26514  | stre&id=79496  |
| Lesní             | les                              | 49°11′7″ s. š., 16°33′50″ v. d.  |         | Lesní (Brno)                  | 26981  | stre&id=79543  |
| Obecní            |                                  | 49°10′50″ s. š., 16°33′44″ v. d. |         |                               | 28941  | stre&id=79737  |
| Oblá              | tvar                             | 49°10′33″ s. š., 16°33′28″ v. d. |         | Oblá (Brno)                   | 28967  | stre&id=79739  |
| Oldřišky Keithové | Oldřiška Keithová                | 49°11′6″ s. š., 16°33′37″ v. d.  |         |                               | 759546 | stre&id=148407 |
| Palouk            | louka                            | 49°10′53″ s. š., 16°33′37″ v. d. |         |                               | 29360  | stre&id=79779  |
| Petra Křivky      | Petr Křivka                      | 49°10′39″ s. š., 16°33′13″ v. d. |         | Petra Křivky                  | 36552  | stre&id=80494  |
| Plachty           |                                  | 49°10′46″ s. š., 16°33′ v. d.    |         |                               | 36587  | stre&id=80497  |
| Prostřední        | místo                            | 49°10′58″ s. š., 16°33′44″ v. d. |         |                               | 30317  | stre&id=79873  |
| Raisova           | Karel Václav Rais                | 49°10′55″ s. š., 16°33′38″ v. d. |         | Raisova (Brno)                | 30643  | stre&id=79906  |
| Rybnická          |                                  | 49°10′56″ s. š., 16°33′45″ v. d. |         | Rybnická (Brno-Nový Lískovec) | 31151  | stre&id=79957  |
| Slunečná          | Slunce                           | 49°10′41″ s. š., 16°32′47″ v. d. |         | Slunečná (Brno)               | 36803  | stre&id=80519  |
| Svážná            | svah                             | 49°10′31″ s. š., 16°33′19″ v. d. |         | Svážná (Brno)                 | 32484  | stre&id=80089  |
| Travní            | tráva                            | 49°10′58″ s. š., 16°33′7″ v. d.  |         |                               | 37010  | stre&id=80540  |
| Zavřená           |                                  | 49°11′4″ s. š., 16°33′47″ v. d.  |         |                               | 35360  | stre&id=80376  |
| Zoubkova          | Josef Zoubek                     | 49°11′1″ s. š., 16°33′44″ v. d.  |         |                               | 35726  | stre&id=80412  |
| Úpatní            | Kamenný vrch                     | 49°10′48″ s. š., 16°33′38″ v. d. |         | Úpatní                        | 34088  | stre&id=80248  |
| Čtvrtě            |                                  | 49°10′44″ s. š., 16°33′42″ v. d. |         |                               | 22586  | stre&id=79103  |
| Šťastného         | Alfons Ferdinand Šťastný         | 49°11′5″ s. š., 16°33′50″ v. d.  |         |                               | 33006  | stre&id=80141  |